# Agência Nacional de Polícia (Coreia do Sul)
A Agência Nacional de Polícia da Coreia (ANPC) (também conhecida como Polícia Nacional da Coreia (PNC), Agência Nacional de Polícia (ANP), ou pela sigla em inglês KNPA) é uma das poucas organizações policiais da Coreia do Sul, é administrada pelo Ministério da Administração Pública e Assuntos Internos. Como uma força policial nacional, fornece todos os serviços de policiamento em todo o país. Os Serviços do Parque Nacional também têm suas próprias organizações policiais, assim como o Ministério da Terra, Infra-estrutura e Transporte para policiar o sistema ferroviário.

## História
Em 31 de julho de 1991, a sede do Ministério de Assuntos Internos e Segurança foi reorganizada e estabelecida. A PNC está sediada em Migeun-dong, Seodaemun e Seul. A agência é dividida em 17 departamentos policiais locais, incluindo a Agência da Polícia Metropolitana de Seul. As agências policiais locais não são independentes da polícia nacional. Há 118,651 policias em serviço desde 2018. A PNC vêm mudando de Ministérios ao longo dos anos, sendo o último o Ministério da Administração Pública e Assuntos Internos.
Após a vitória do Partido Saenuri durante a eleição de 2012, a jurisdição da polícia nas investigações foi enfraquecida e a dos procuradores reforçada.

## Polícia de combate
A divisão de Polícia de Combate da Agência Nacional de Polícia é uma unidade paramilitar anti-motim, de recrutas militares. Seus membros lidam com contraespionagem e policiamento contra distúrbios. Foi criada em 1967, durante a Terceira República. Cada batalhão é atribuído a uma agência policial municipal no país. Em seu equipamento anti-motim, eles já foram identificados por seus escudos de metal especiais que eram numerados como "1001" ou "1011", e por seus capacetes com o emblema da PNC. Atualmente, a polícia usa modernos escudos plásticos transparentes e canhões de água de alta potência para minimizar ferimentos civis. São realizadas duas semanas de treinamento para cada recruta novo.
A Polícia de Combate é usada em manifestações e comícios onde desordem violenta pode ocorrer. Quando tal evento se torna violento, eles correm e contêm os manifestantes com bastões longos e, frequentemente, seus escudos. Ao bloquear a passagem de manifestantes agressivos, a Polícia de Combate usa a "Formação Passiva", onde os escudos são erguidos para fazer um pequeno muro. Esta é a formação mais usada.
Quando são ordenados a conter um protesto que se tornou violento demais, como os ataques de bombardeio o grupo estudantil pró-Coreia do Norte "Hanchongryun", eles usam a "formação ofensiva". Neste caso, os escudos são inclinados para o lado, com os policiais avançando para parar o tumulto.

## Agências policiais locais

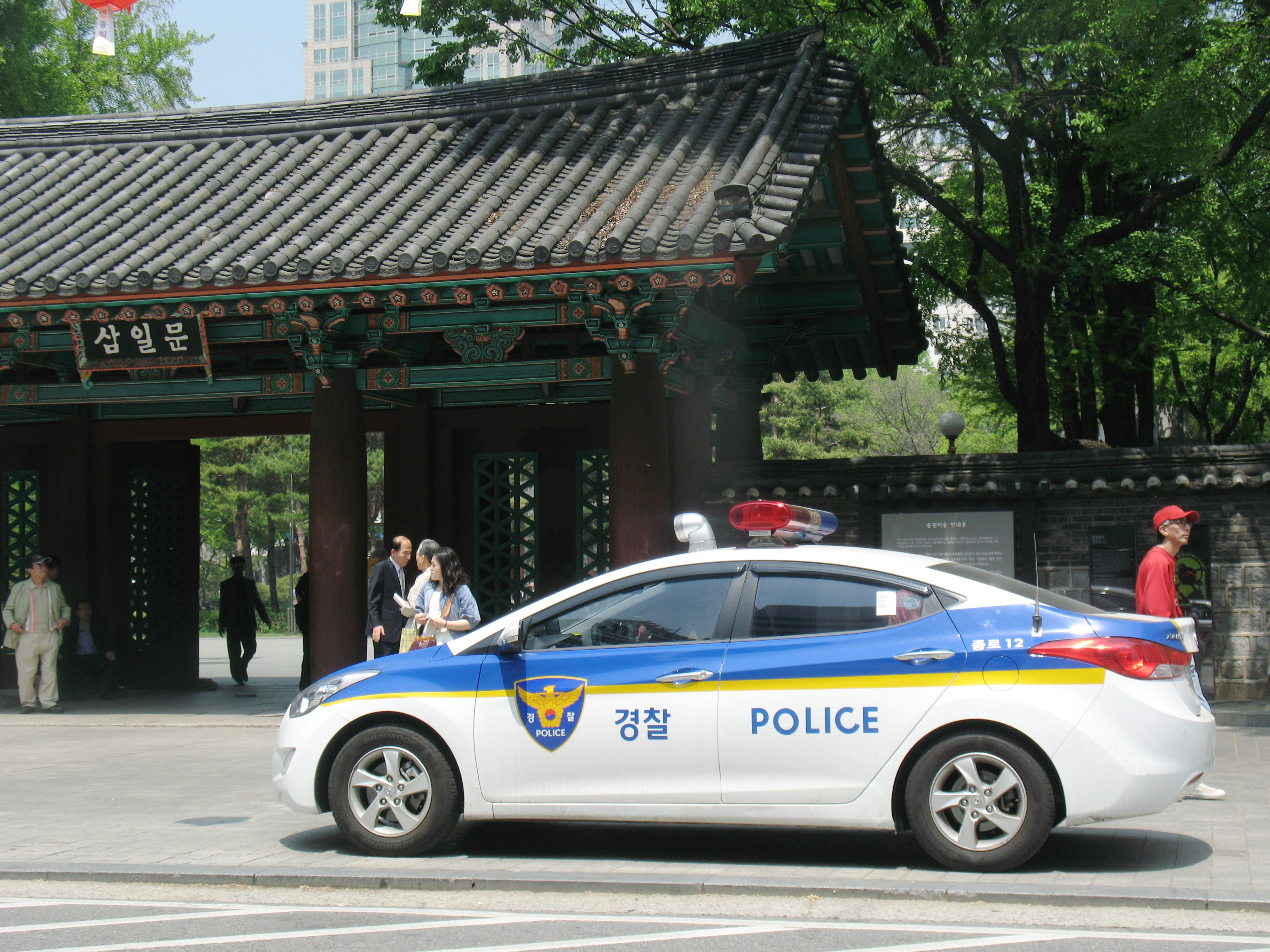
Viatura em Seul

| Agência policial                    | Estações de polícia                      | Policiais |
| ----------------------------------- | ---------------------------------------- | --------- |
| Seul                                | 31                                       | 24 736    |
| Busan                               | 15                                       | 7 736     |
| Daegu                               | 10                                       | 4 499     |
| Incheon                             | 10                                       | 4 437     |
| Daejeon                             | 7                                        | 2 274     |
| Gwangju                             | 5                                        | 3 895     |
| Ulsan                               | 4                                        | 1 829     |
| Gyeonggi                            | 30                                       | 12 483    |
| Gangwon                             | 17                                       | 3 695     |
| Chungbuk (Chungcheong do Norte)     | 12                                       | 2 901     |
| Chungnam (Chungcheong do Sul)       | 15                                       | 5 808     |
| Jeonbuk (Jeolla do Norte)           | 15                                       | 4 498     |
| Jeonnam (Jeolla do Sul)             | 21                                       | 7 408     |
| Gyeongbuk (Gyeongsang do Norte)     | 24                                       | 5 765     |
| Gyeongnam (Gyeongsang do Norte Sul) | 23                                       | 5 589     |
| Jeju                                | 2 (Agência Policial Autônoma de Jeju: 1) | 1 282     |

## Unidade de Operações Especiais (UOE)

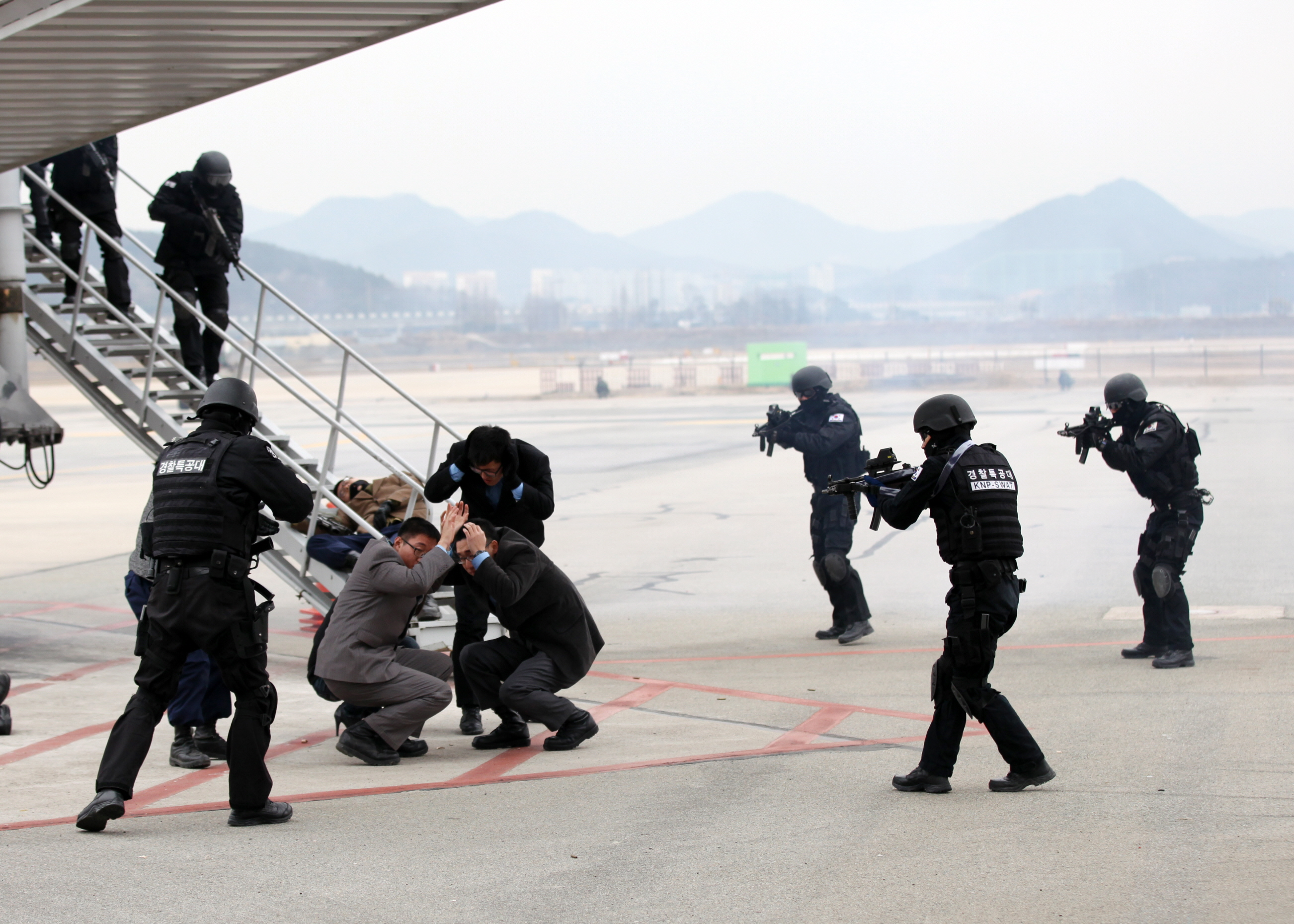
A UOE em ação (2012)

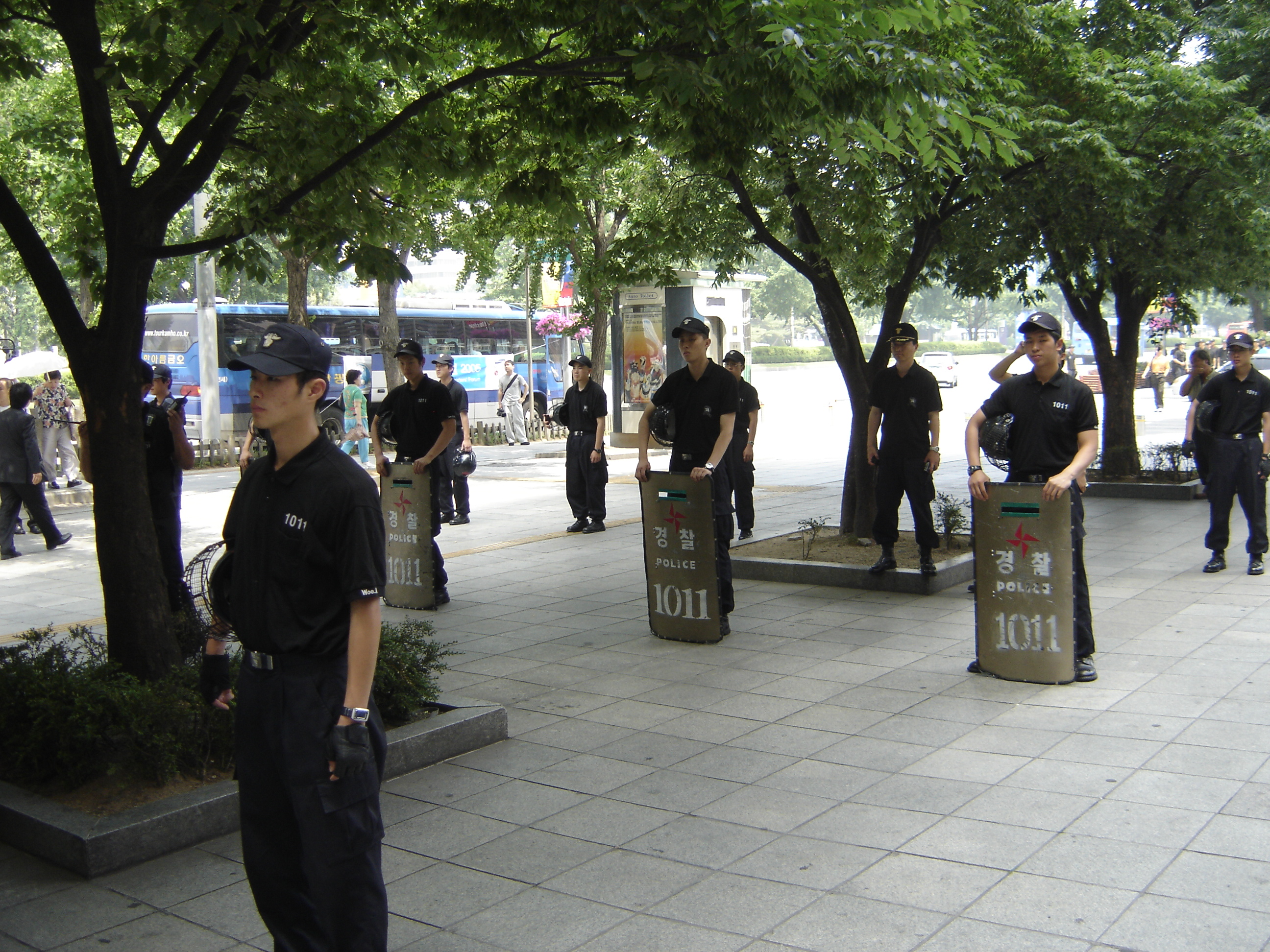
Polícia de choque da Polícia Metropolitana de Seul com seus escudos

A UOE da PNC, anteriormente conhecida como SWAT PNC, é uma unidade especializada em realizar operações perigosas. A principal missão da unidade é o contraterrorismo, mas também pode incluir o cumprimento de mandados de captura de alto risco, a execução de resgate de reféns e/ou intervenção armada e o envolvimento de criminosos fortemente armados.
- Agência Policial de Seul: 4 esquadrões
- Agência Policial de Busan: 1 esquadrão
- Agência Policial de Daegu: 1 esquadrão
- Agência Policial de Incheon: 1 esquadrão
- Agência Policial de Chungnam (Chungcheong do Sul): 1 esquadrão
- Agência Policial de Jeonnam (Jeolla do Sul): 1 esquadrão
- Agência Policial de Jeju: 1 esquadrão

## Guarda Costeira
Após a insatisfação com a Guarda Costeira da Coreia, na sequência do naufrágio do MV Sewol, a Assembleia Nacional da Coreia do Sul votou pela dissolução da Guarda Costeira como uma entidade independente e dividiu suas responsabilidades, as responsabilidades investigativas da Guarda Costeira foram transferidas para a Agência Nacional de Polícia, enquanto mantinha seu papel de segurança marítima sob um novo Ministério de Segurança Pública.